# ثيودور فيتز راندولف
ثيودور فيتز راندولف (بالإنجليزية: Theodore Fitz Randolph)‏ هو سياسي أمريكي، ولد في 24 يونيو 1826 في الولايات المتحدة، وتوفي في 7 نوفمبر 1883 في موريستاون في الولايات المتحدة. حزبياً، نشط في الحزب الديمقراطي.

## مناصب
- انتخب حاكم نيو جيرسي [الإنجليزية]‏ (19 يناير 1869 – 16 يناير 1872).
- انتخب عضو مجلس ولاية نيوجيرسي.
- انتخب عضو جمعية نيوجيرسي العامة.
- انتخب عضو مجلس الشيوخ الأمريكي (4 مارس 1875 – 4 مارس 1881).